# Joana d'Arc de Luc Besson
Joana d'Arc de Luc Besson (em francês:  Jeanne d'Arc; em inglês:  The Messenger: The Story of Joan of Arc) é um filme francês, feito em língua inglesa, de 1999, do gênero drama biográfico, dirigido por Luc Besson. Foi gerenciado pela Gaumont e distribuído pela Columbia Pictures e pela Sony Pictures Entertainment e produzido por Patrice Ledoux e a trilha sonora é de Éric Serra.
Acabou sendo um fracasso de crítica e público.

## Sinopse
Em 1412, nasce em Domrémy, na França, uma menina chamada Joana. Ainda jovem, ela desenvolve uma fé tão intensa e fora do comum que fazia se confessar várias vezes por dia.
Eram tempos muito difíceis, pois a Guerra dos Cem Anos com a inimiga de sempre Inglaterra prolongava-se desde 1337. Em 1420, Henrique V e Carlos VI de França assinam o Tratado de Troyes, declarando que após a morte do rei, a França pertencerá a Inglaterra. Todavia, ambos os reis morrem e Henrique VI é o novo rei dos dois países rivais, mas tem poucos meses de idade e Carlos, o delfim de França, não deseja entregar de mãos beijadas o seu reino a uma criança.
Desta forma, os ingleses invadem o país e ocupam Compiègne, Reims e Paris, com o rio Loire conseguindo deter o avanço dos invasores. Carlos foge para Chinon, mas ele quer é ir para Reims, onde por tradição os soberanos franceses são coroados, mas como os ingleses dominam toda a região envolvente, isto torna-se um problema grave para ser contornado. Até que aparece Joana que, além de se autointitular a "Donzela de Lorraine" tinha uma determinação e fé inabalável e dizia que estava numa missão divina para libertar a França da opressão dos ingleses.
Desesperado por uma solução, o delfim aceita lhe dar um exército, com o qual ela consegue recuperar a cidade de Reims, onde o delfim é coroado rei. Mas se finalmente para ele os problemas tinham acabado, para Joana seria o início do fim.

## Elenco
- Milla Jovovich .... Joana d'Arc
- Dustin Hoffman .... Consciência
- Faye Dunaway .... Yoland D'Aragon
- John Malkovich .... Carlos 7.º
- Tchéky Karyo .... Dunois
- Pascal Greggory .... Duque de Alençon
- Vincent Cassel .... Gilles de Rais
- Desmond Harrington .... Aulon
- Timothy West .... Cauchon
- Rab Affleck .... Comrade
- Edwin Apps .... bispo
- Richard Ridings .... La Hire
- David Bailie .... juiz inglês
- David Barber .... juiz inglês

## Contexto histórico
Joana d'Arc é contemporânea da Guerra dos Cem Anos, longa disputa entre Inglaterra e França. Heroína dessa guerra, foi presa pelos borguinhões e condenada à fogueira por prática de bruxaria. Contudo, cinco séculos depois, o processo que a condenou foi invalidado e ela foi canonizada como santa pelo Papa Bento XV.

## Precisão histórica
A cena em que Joana testemunha o assassinato e o estupro póstumo de sua irmã por soldados ingleses em sua aldeia é inteiramente uma construção fictícia. Joana e sua família fugiram de sua aldeia antes que ela fosse atacada e na verdade foi atacada pelos borgonheses, não pelos ingleses. No filme, Joana é vista tendo visões quando criança; na verdade, Joana afirmou que essas visões começaram por volta dos 13 anos. Ela também é vista encontrando sua espada em um campo quando criança, enquanto, historicamente, ela foi descoberta muitos anos depois em sua jornada para Chinon. Filipe o Bom é retratado como irreligioso, quando na verdade era um católico devoto.
Hayward dá crédito a Besson por mostrar a colaboração entre os borgonheses e os ingleses com mais precisão do que cineastas anteriores. Muitas falas durante as cenas do julgamento de Joan foram retiradas literalmente da transcrição real do julgamento de Joan. Joana é mostrada recebendo os dois ferimentos que recebeu na vida real (uma flecha acima do peito e uma flecha na perna), e o filme inclui alguns dos relatos do século XV associados a Joana, como a capacidade de reconhecer Carlos VII entre um grupo de seus cortesãos em Chinon. O exame da virgindade de Joana foi um verdadeiro teste que Joana teve que completar para provar seu mérito.

## Recepção

### Bilheteria
O filme arrecadou US$14,276,317 nos Estados Unidos, além de mais US$ 52,700,000 arrecadados no restante do mundo, com um faturamento total de US$ 67 milhões, bem abaixo do esperado.

### Crítica
The Messenger dividiu a opinião dos críticos. No site Rotten Tomatoes, o filme tem uma média de 32% de aprovação, baseado em 76 críticas. O consenso afirma: "A narrativa pesada desmorona sob seu próprio peso." Já no Metacritic, o filme tem uma pontuação de 54, com base em 33 resenhas, indicando recepção "mista ou média".

## Prêmios e indicações
Prêmio César 2000 (França)
- Venceu nas categorias de melhor figurino e melhor som.
- Indicado nas categorias de melhor filme, melhor diretor, melhor desenho de produção, melhor canção, melhor edição e melhor fotografia.